# Rinzia sessilis
Rinzia sessilis är en myrtenväxtart som beskrevs av Malcolm Eric Trudgen. Rinzia sessilis ingår i släktet Rinzia och familjen myrtenväxter. Inga underarter finns listade i Catalogue of Life.